# Ermanno I di Baden

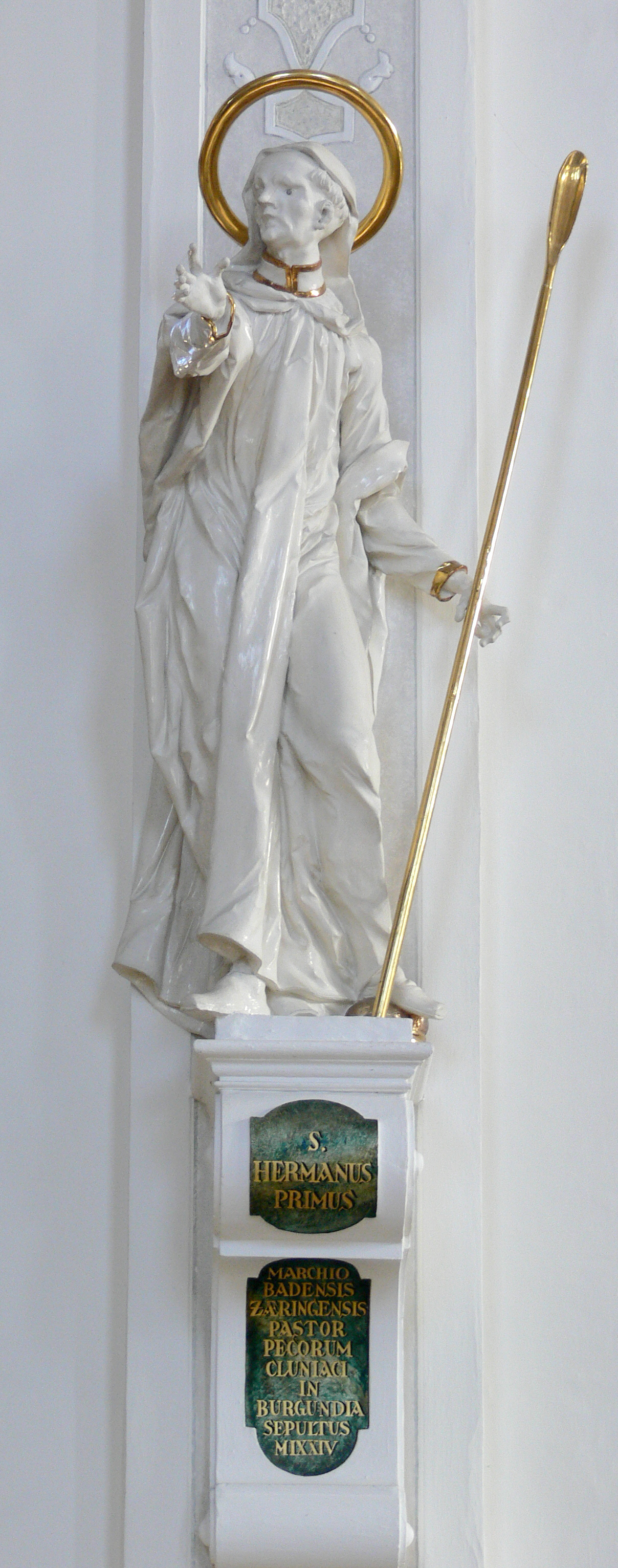
Figura di Ermanno I nella chiesa di San Pietro nella Foresta Nera

Ermanno (Friburgo in Brisgovia, 1040 circa – Cluny, 25 aprile 1074) fu il margravio di Verona e l'antenato della linea dei margravi di Baden.

## Biografia
Ermanno nacque a Freiburg im Breisgau, figlio maggiore di Bertoldo I, duca di Carinzia. Sposò Giuditta di Backnang-Sulichgau, contessa di Eberstein-Calw, che fu fondatrice dell'abbazia di Hirsau. Da lei, Ermanno ottenne il diritto sul Baden-Baden, che in seguito divenne il nucleo dei domini di famiglia. Tra quelle terre c'erano le franche Albgau e Ufgau.
Ermanno I e sua moglie fondarono il monastero agostiniano di Backnang. Il monastero cadde rapidamente in rovina, e fu ricostruito dal figlio nel 1123. Successivamente, il monastero fu il luogo di riposo per cinque generazioni di margravi di Baden.
Quando il padre di Ermanno divenne duca di Carinzia nel 1061, Ermanno ricevette il titolo di margravio di Verona. Ermanno non ha mai governato su Verona, una dipendenza della Carinzia, ma il titolo di margravio doveva rimanere ai suoi discendenti. Fu anche il conte di Brisgovia.
Nel 1073 Ermanno si separò dalla moglie, prese i voti monastici, e divenne un frate converso nell'abbazia di Cluny, dove morì. È celebrato dalla chiesa cattolica il 25 aprile.
Ermanno I e Giuditta ebbero i seguenti figli:
- Ermanno II (morto l'8 ottobre 1130)
- Luitgarda